# سلمان محمد حسين
سلمان محمد حسين هو مبارز بالسيف كويتي، ولد في 19 أغسطس 1968.

## وصلات خارجية
- سلمان محمد حسين على موقع أوليمبيديا (الإنجليزية)